# ロベルト・カルバリェス・バエナ
ロベルト・カルバリェス・バエナ（スペイン語: Roberto Carballés Baena: スペイン語発音: [roˈβerto karβaˈʝez βaˈena], 1993年3月23日 - ）は、スペイン・テネリフェ島出身の男子プロテニス選手。自己最高ランキングはシングルス49位、ダブルス127位。ATPツアーではシングルスで2勝、ダブルスで1勝を挙げている。身長180cm。右利き、バックハンド・ストロークは両手打ち。

## 選手経歴

### ジュニア時代
カナリア諸島のテネリフェ島出身。ITF男子サーキットでは6大会で優勝している。ATPチャレンジャーツアーでは9大会で優勝している。

### 2011年 全仏ジュニアダブルス初優勝
2011年全仏オープン男子ジュニアシングルス部門には第5シードとして出場してベスト4となった。準決勝では最終的に優勝するマテ・デリッチに敗れた。同大会の男子ジュニアダブルス部門ではアンドレス・アルトゥニェードと組んで出場し、第4シードから優勝した。決勝ではミッチェル・クルーガー&シェーン・ヴィンセント組をタイブレークの末に破っている。

### 2014年 ATPツアーベスト4
2014年のハサン2世グランプリでは予選を勝ち上がると、1回戦ではダビド・ゴフィンを破り、2回戦では第5シードのジョアン・ソウザを破り、準々決勝ではアンドレイ・クズネツォフを破って準決勝に進出したが、準決勝では同大会で優勝したギリェルモ・ガルシア＝ロペスとの同国対決に敗れた。

### 2018年 ツアー初優勝
2018年2月には250シリーズのエクアドル・オープンで優勝し、ATPワールドツアー初優勝を飾った。予選から勝ち上がったバエナは、2回戦で第4シードのパオロ・ロレンツィを破ると、準々決勝では第8シードのニコラス・ジャリーを破り、準決勝ではアンドレイ・マルティンを破り、決勝ではアルベルト・ラモス＝ビノラスを破っている。エクアドル・オープン後には世界ランキングが自己最高の72位となった。

### 2021年 東京オリンピック初出場
2021年7月には日本の東京で開催された東京オリンピックに出場し、男子シングルスでは1回戦でジョージアのニコロズ・バシラシビリに敗れた。パブロ・アンドゥハルと組んだ男子ダブルスでは、1回戦でイタリアのロレンツォ・ムゼッティとロレンツォ・ソネゴのペアに敗れた。

### 2023年 ツアー2勝目 トップ50入り
2023年4月には250シリーズのハサン2世グランプリに出場した。決勝ではフランスのアレクサンドル・ミュレールを4-6、7-6(3)、6-2の逆転で破り、自身2度目のツアー優勝を果たした。地元開催のマドリード・オープンでは1回戦でダビド・ゴファンを6-4 6-4のストレートで下す。2回戦でアレクサンダー・ズベレフに7-6(6) 5-7 0-6のフルセットの末敗退。

## ATPツアー決勝進出結果

### シングルス: 2回 (2勝0敗)
| 大会カテゴリ                    |
| グランドスラム (0–0)            |
| ATPファイナルズ (0–0)           |
| ATPツアー・マスターズ1000 (0–0) |
| ATPツアー500 (0–0)              |
| ATPツアー250 (2–0)              |

| サーフェス別タイトル |
| ハード (0–0)         |
| クレー (2–0)         |
| 芝 (0-0)             |

| 結果 | No. | 決勝日        | 大会       | サーフェス | 対戦相手                     | スコア             |
| ---- | --- | ------------- | ---------- | ---------- | ---------------------------- | ------------------ |
| 優勝 | 1.  | 2018年2月11日 | キト       | クレー     | アルベルト・ラモス＝ビノラス | 6–3, 4–6, 6–4      |
| 優勝 | 2.  | 2023年4月     | マラケシュ | クレー     | アレクサンドル・ミュレール   | 4–6, 7–6(7–3), 6–2 |

### ダブルス: 1回 (1勝0敗)
| 結果 | No. | 決勝日    | 大会         | サーフェス | パートナー                | 対戦相手                            | スコア        |
| ---- | --- | --------- | ------------ | ---------- | ------------------------- | ----------------------------------- | ------------- |
| 優勝 | 1.  | 2020年2月 | サンティアゴ | クレー     | A・ダビドビッチ・フォキナ | マルセロ・アレバロ ジョニー・オマラ | 7–6(7–3), 6–1 |

## 成績
略語の説明
| W | F | SF | QF | #R | RR | Q# | LQ | A | Z# | PO | G | S | B | NMS | P | NH |

W=優勝, F=準優勝, SF=ベスト4, QF=ベスト8, #R=#回戦敗退, RR=ラウンドロビン敗退, Q#=予選#回戦敗退, LQ=予選敗退, A=大会不参加, Z#=デビスカップ/BJKカップ地域ゾーン, PO=デビスカップ/BJKカッププレーオフ, G=オリンピック金メダル, S=オリンピック銀メダル, B=オリンピック銅メダル, NMS=マスターズシリーズから降格, P=開催延期, NH=開催なし.
| 大会           | 2014 | 2015 | 2016 | 2017 | 2018 | 2019 | 2020 | 2021 | 2022 | 2023 | 通算成績 |
| -------------- | ---- | ---- | ---- | ---- | ---- | ---- | ---- | ---- | ---- | ---- | -------- |
| 全豪オープン   | LQ   | A    | A    | LQ   | LQ   | 1R   | 1R   | 2R   | 1R   | 1R   | 1–5      |
| 全仏オープン   | LQ   | LQ   | 1R   | LQ   | 1R   | 2R   | 3R   | 1R   | 2R   |      | 4–6      |
| ウィンブルドン | A    | LQ   | A    | LQ   | 1R   | 1R   | NH   | 1R   | 1R   |      | 0–4      |
| 全米オープン   | LQ   | A    | A    | A    | 2R   | 1R   | 2R   | 2R   | 2R   |      | 4–5      |

### 大会最高成績
| 大会                 | 成績 | 年               |
| -------------------- | ---- | ---------------- |
| ツアーファイナル     | A    | 出場なし         |
| インディアンウェルズ | 2R   | 2019, 2021, 2024 |
| マイアミ             | 2R   | 2019, 2023       |
| モンテカルロ         | Q2   | 2017             |
| マドリード           | 2R   | 2023             |
| ローマ               | 3R   | 2023             |
| カナダ               | 1R   | 2021             |
| シンシナティ         | A    | 出場なし         |
| 上海                 | 1R   | 2023             |
| パリ                 | Q1   | 2021, 2023       |
| オリンピック         | 1R   | 2020             |
| デビスカップ         | A    | 出場なし         |